# Nelson Sopha
Nelson Sopha (ur. 13 września 1974) – seszelski piłkarz grający na pozycji bramkarza, 41-krotny reprezentant Seszeli, grający w reprezentacji w latach 1996-2012 roku.

## Kariera klubowa
Sopha całą karierę spędził w seszelskim klubie St Michel United FC.

## Kariera reprezentacyjna
Nelson Sopha rozegrał w reprezentacji 41 oficjalnych spotkań.